# 오카 뎃페이
오카 뎃페이(일본어: 岡 哲平, 2001년 9월 6일~)는 일본의 축구 선수이다.

## 구단 경력
그는 2019년까지 J3리그의 FC 도쿄 U-23에서 뛰었다. 2020년부터 2023년까지 메이지 대학에서 활동했다. 2024년 J1리그의 FC 도쿄에 입단했다.